# Fara v Dolním Bousově
Budova fary v Dolním Bousově je barokní dvoupatrová stavba z roku 1754. Po požáru v roce 1861 byla v 19. století přestavována. Na přelomu tisíciletí budovu v dezolátním stavu od církve odkoupilo město a provedlo její generální opravu. V rekonstruované budově nyní sídlí městská knihovna, galerie a infocentrum Dolního Bousova. 
Budova je památkově chráněná.